# Benjamín Galindo
Benjamín Galindo Marentes (Tierra Blanca, 11 dicembre 1960) è un allenatore di calcio ed ex calciatore messicano, di ruolo centrocampista.

## Carriera

### Club
Inizia nel 1979 nel Tampico Madero, dove gioca ottime stagioni a livello realizzativo, grazie anche alla sua abilità nel calciare i rigori Nel 1986 passa al Chivas Guadalajara, dove rimane fino al 1994 segnando 84 reti in quasi 300 gare di campionato. Nel 1994, anno dei mondiali, si trasferisce al Santos Laguna, dove gioca 101 partite segnando 24 volte. Dal 1997 al 1999 milita nel Cruz Azul, e dopo il 1999 passato al Pachuca, torna al Chivas Guadalajara dove chiude la carriera nel 2001.

### Nazionale
Dal 1983 al 1997 ha militato nella nazionale messicana, per la quale ha segnato 28 reti in 65 partite, partecipando a Stati Uniti 1994.

### Allenatore
Dopo il ritiro ha intrapreso la carriera di allenatore.